# Jansel Ramírez
Jansel Rafael Ramírez Feliz (ur. 25 września 1983) – dominikański zapaśnik walczący w stylu klasycznym. Olimpijczyk z Aten 2004, gdzie zajął 22 miejsce w kategorii 55 kg.
Zajął 25 miejsce na mistrzostwach świata w 2009 i 2011. Zdobył dwa brązowe medale na igrzyskach panamerykańskich  w 2007 i 2011. Dziewięć medali mistrzostw panamerykańskich, złoty w 2007 i 2010. Czterokrotnie na podium igrzysk Ameryki Środkowej i Karaibów, drugi w 2002, 2006 i 2014. Mistrz Ameryki Płd. w 2014. Brązowy medalista igrzyska boliwaryjskich w 2013 roku. Absolwent Universidad Autónoma de Santo Domingo.